# Marcel Carné
Marcel Carné, francoski filmski režiser, * 18. avgust, 1906, † 31. oktober, 1996. 
Aktiven je bil v letih 1936−1976.